# Cause We've Ended as Lovers
«Cause We've Ended as Lovers» es una canción interpretada por la cantautora estadounidense Syreeta. Fue publicada el 19 de junio de 1974 como la canción de apertura del lado B de su segundo álbum de estudio, Stevie Wonder Presents: Syreeta.

## Versión de Jeff Beck

### Antecedentes
Después de la separación de varias formaciones de The Jeff Beck Group, el ex guitarrista de The Yardbirds tenía grandes esperanzas en su trío Beck, Bogert & Appice, formado a finales de 1972; sin embargo, no fue así y la banda se disolvió a principios de 1974. Jeff Beck era un admirador de la música de Stevie Wonder, y Wonder fue informado de esto antes de las sesiones del álbum Talking Book. “Necesitábamos el catalizador, alguien que escribiera estas canciones o riffs increíblemente interesantes con los que pudiéramos divertirnos”, declaró Jeff Beck al editor de Guitarist Neville Marten en 1989. “Desafortunadamente, no llegó. Me gustaba Stevie [Wonder] y quería hacer más cosas negras y conmovedoras”. Aunque en ese momento tocaba prácticamente todos los instrumentos de sus canciones solo, Wonder prefirió dejar que otros guitarristas tocaran en sus discos y le gustó la idea de colaborar con Beck. Rápidamente se llegó a un acuerdo para que Beck participara en las sesiones que se convirtieron en el álbum Talking Book, a cambio de que Wonder le escribiera una canción. 
El dúo fue presentado por los productores Robert Margouleff y Malcolm Cecil. ”Realmente no sabía mucho sobre él”, dijo Wonder sobre Beck a Detroit Free Press. “Pero luego lo escuché tocar en Nueva York. Estábamos trabajando en «Lookin' for Another Pure Love» y le dije: ‘¿Por qué no tocas esto?’ Pensó que sería genial. Colocó una parte, luego otra parte y otra parte. Fue simplemente increíble”. Mientras estaban en el estudio, Wonder y Beck tocaron otra canción que Wonder había escrito en ese momento: «Superstition». Wonder originalmente acordó darle a Beck la canción para el nuevo grupo del guitarrista. Si bien el trío grabó primero su versión de «Superstition», el sello discográfico Motown, reconociendo el potencial de éxito del tema, finalmente lanzó la versión de Wonder antes de que Beck, Bogert & Appice pudieran publicar su álbum debut homónimo de 1973. “Le dije a Motown: ‘Escucha, hice esto para Jeff Beck. A él le gusta la canción’”, dijo Wonder. “Pensé que deberíamos lanzar «[You Are the] Sunshine of My Life» como el primer sencillo [del álbum Talking Book]. Ellos dijeron: ‘No, no, no, no. El primer sencillo debería ser «Superstition». Así que volví con Jeff y tuve esa conversación”. Wonder le dio «Cause We've Ended as Lovers» como disculpa por haber lanzado «Superstition» primero.

### Composición y arreglos
La canción fue compuesta en un compás de 4
4 con un tempo de 50 pulsaciones por minuto y está escrita en la tonalidad de mi bemol mayor. Musicalmente, «Cause We've Ended as Lovers» ha sido descrita como una pieza instrumental de blues y blues rock.

### Lanzamiento y recepción
«Cause We've Ended as Lovers» fue publicada el 29 de marzo de 1975 como la canción de apertura del lado B de su segundo álbum de estudio, Blow by Blow. Más tarde, fue relanzada como un sencillo promocional en Japón, con «She's a Woman» como lado B en 1975 y con su versión de «Superstition» en 1978. Desde su lanzamiento, «Cause We've Ended As Lovers» ha sido aclamada por los críticos musicales como una de las piezas musicales más bellas y conmovedoras jamás grabadas. El crítico de SoundStage! Network, John Potis, describió «Cause We've Ended as Lovers» como “mi corte favorito [del álbum], ya que Beck evita temporalmente las escalas acosadas para extraer algo de emoción real de su Les Paul, demostrando una vez más que el dominio de la guitarra requiere algo más que velocidad”. Simon Warner de PopMatters declaró que la canción, “mostró al líder de la banda en su mejor momento”. Graham Reid de Elsewhere calificó la canción como “maravillosamente sollozante”. La canción se ha ganado mucha admiración por parte de varias figuras musicales, incluido el guitarrista de Guns N' Roses Slash, el cual lo incluyó en su lista de las “20 mejores canciones de guitarra de todos los tiempos”.

### Créditos y personal
Créditos adaptados desde las notas de álbum de Blow by Blow.
Músicos
- Jeff Beck – guitarra
- Max Middleton – teclados
- Phil Chenn – bajo eléctrico
- Richard Bailey – batería, percusión

Personal técnico
- George Martin – productor, arreglos orquestales
- Denim Bridges – ingeniero de audio

### Posicionamiento
| Gráfica (2023)                       | Pico de posición |
| ------------------------------------ | ---------------- |
| Japón (Billboard Japan Hot Overseas) | 15               |